# Kerkpad Noordzijde 47
De voormalige boerderij Kerkpad NZ 47, is een gemeentelijk monument in Soest in de provincie Utrecht.
De langhuisboerderij staat op de hoek van het Kerkpad met de Oude Raadhuisstraat. In 1935 werd de rechterzijde verbouwd en werd het achterhuis negen meter verlengd. In de symmetrische voorgevel zijn twee grotere schuifvensters gemaakt met aan de buitenzijden twee kleinere. De ingang bevindt zich in de linker zijgevel. Binnen is een kelder met tongewelf. De betegelde schouw is voorzien van Bijbelse taferelen. Voorheen stond naast het pand een bakhuisje wat meer recent ook dienstdeed als varkenshok. Aan het Kerkpad 37 staat de hooischelf uit 1935 die vroeger bij deze boerderij hoorde.